# Поползень Пржевальского
Поползень Пржевальского (лат. Sitta przewalskii, nomen nudum Sitta eckloni) — птица из семейства поползневых. Долгое время рассматривался в качестве подвида белощёкого поползня (Sitta leucopsis), хотя существенно отличается от него по морфологии и вокализации. Ближайшим родственником обоих видов считается американский каролинский поползень. Это среднего размера птица, в длину достигает около 13 см. Верх сине-фиолетового или грифельного цвета, более тёмный на темени и затылке. Беловато-жёлтая окраска на щеках и горле плавно приобретает более насыщенные рыжеватые тона на груди и брюхе, которые в свою очередь плавно преобразуются в каштаново-рыжие на боках и подхвостье. Вокализация представляет собой чередование восходящих свистов и коротких чирикающих звуков.
Распространён в Китае на территории Тибетского автономного района, провинциях Цинхай, Ганьсу и Сычуань. Населяет горные хвойные леса с преобладанием ели и пихты. Гнездится, как правило, на высоте от 2250 до 4500 м над уровнем моря. В качестве вида был описан русскими орнитологами Михаилом Березовским и Валентином Бианки в 1891 году на основании образцов, собранных Николаем Пржевальским в 1884 году в префектуре Хайдун. Птица была названа в знак памяти об этом учёном. Экология вида изучена слабо; полагают, что она сходна с экологией белощёкого поползня.
Статус вида был вновь использован американским орнитологом Памелой Расмуссен (англ. Pamela C. Rasmussen) в 2005 году в книге «Birds of South Asia. The Ripley Guide», а затем и другими авторами. Несмотря на это, на момент ноября 2015 года вид не имеет учётной записи в каталоге Международного союза охраны природы и международной организации BirdLife International. Филогенетическое исследование, проведённое в 2014 году международной группой генетиков, показало, что поползень Пржевальского является корневым таксоном среди всех поползней (Sitta), включающих 21 вид.

## Систематика
Род Sitta, к которому принадлежит поползень Пржевальского, объединяет мелких воробьиных птиц, добывающих корм на вертикальных поверхностях, главным образом на отвесных скалах и стволах деревьев. Ряд специалистов разбивает его на семь подродов, при этом настоящий вид помещается в группу Leptositta вместе с белощёким и каролинским поползнями.
Первое научное описание поползня Пржевальского появилось в 1891 году в работе «Птицы Ганьсуйского путешествия Г. Н. Потанина. 1884—1887 гг.», написанной российскими учёными Михаилом Березовским и Валентином Бианки. В качестве типового экземпляра была использована единственная тушка самца, добытая Николаем Пржевальским в 1884 году во время его экспедиции по Тибетскому плоскогорью. За три года до выхода книги выдающийся российский путешественник внезапно скончался от брюшного тифа, и авторы приняли решение назвать новый вид в память о нём — Sitta przewalskii. Сам Пржевальский в своих записях использовал название Sitta eckloni, однако не сопроводил его соответствующим описательным материалом и поэтому оно было признано недействительным (см. nomen nudum). Родовое название Sitta происходит от древнегреческого слова σιττη, которым в трудах Аристотеля, Каллимаха и Исихия Милетского называлась некая птица, похожая на дятла.
Несмотря на то, что области распространения поползня Пржевальского и белощёкого поползня разделены почти на 1500 км, оба эти таксона почти сразу были признаны конспецифичными, то есть принадлежащими одному виду. Поскольку таксон Березовского и Бианки был описан позднее, чем белощёкий, он получил более низкий статус подвида Sitta leucopsis przewalskii. В 2005 году специалист по орнитофауне Азии американка Памела Расмуссен (англ. Pamela C. Rasmussen) вновь признала тибетский таксон самостоятельным видом. В 2007 году её ревизию поддержали орнитологи Найджел Коллар (Nigel J. Collar) и Джон Пилгрим (John D. Pilgrim), в 2014 — издатель зоологической номенклатуры «Zoonomen» Алан Петерсон (Alan P. Peterson). Описание вида имеется в справочном издании Международного союза орнитологов и многотомнике «Handbook of the Birds of the World». Авторы не перечисляют каких-либо подвидов птицы.
В качестве обоснования ревизии Расмуссен обращает внимание на морфологические и, что более важно, существенные вокальные различия двух птиц. Вместе с тем орнитолог Эдвард Дикинсон (Edward C. Dickinson) в своей рецензии работы Расмуссен подчёркивает, что хотя указанные отличия и были определены, детальный сравнительный анализ морфологии двух таксонов не проводился, и неизвестно, как представители одной обособленной группы будут реагировать на призывные крики представителей другой. Ближайшим родственником распространённого в Гималаях белощёкого поползня считается обитающий на американском континенте каролинский поползень: оба эти вида объединяет очень близкий крик позывки, в связи с чем ряд орнитологов называют их конспецифичными. Другая группа исследователей полагает, что «триумвират» видов S. przewalskii, S. leucopsis и S. carolinensis представляют собой монофилитическую группу, сестринскую по отношению к подроду Micrositta. Вопрос о родственных связях между таксонами внутри этих групп остаётся открытым.
В 2014 году международная группа специалистов под руководством Эрика Паскета (Eric Pasquet) опубликовала филогенетическое дерево 21 вида в семействе поползневых (белощёкий не принимал участия в исследовании), построенное на основании анализа ядерной и митохондриальной ДНК. В этой работе поползень Пржевальского был помещён в основание дерева с утверждением, что он является «сестринским таксоном по отношению ко всем другим поползням, при этом ни с кем из них не имеет близкого родства». Приведённая в работе кладограмма показывает, что ближайшими потомками настоящего вида являются каролинский и гигантский поползни.

## Описание

### Внешний вид

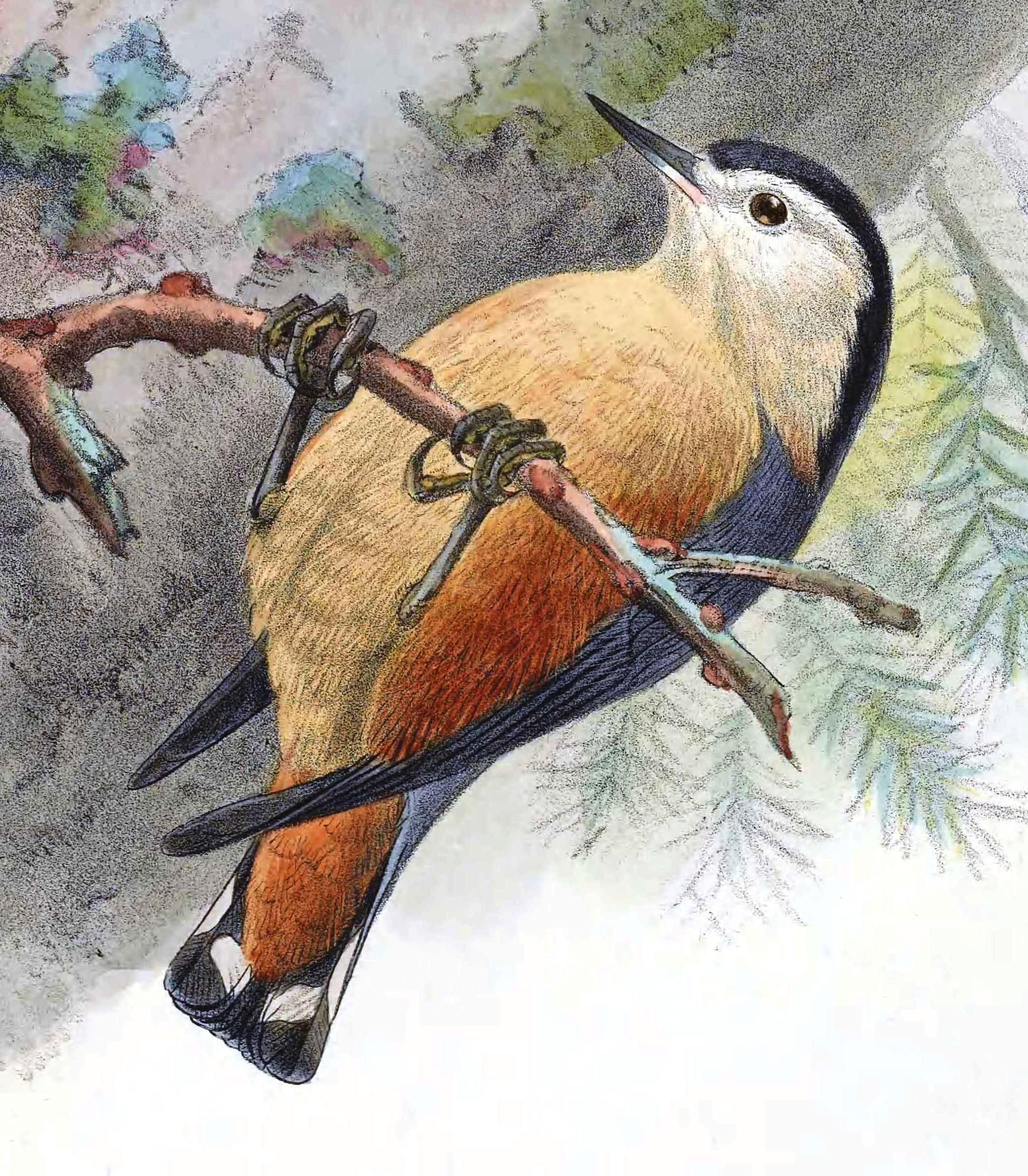
Иллюстрация Йоханнеса Кёлеманса из книги «Научные результаты путешествий Н. М. Пржевальского по Центральной Азии» (1889)

Это среднего размера поползень: его длина 12,5—13 см, размах крыльев около 22,5 см. При описании птицы обычно используется её сравнение с белощёким поползнем, поскольку они имеют общие морфологические характеристики и долгое время рассматривались как один вид. Общим определяющим признаком этих двух птиц является отсутствие «маски» — тёмной полосы через глаз, которая в том или ином виде встречается у всех остальных представителей семейства. Китайский вид несколько мельче гималайского, имеет более тонкий клюв. Отличается окраска нижней стороны тела: у белощёкого она беловато- или серовато-жёлтая, тогда как у поползня Пржевальского более тёмная, состоит из оттенков оранжевого от ржавчато-рыжего до насыщенного каштаново-рыжего. Самец немного более ярко окрашен, но в целом похож на самку.
Лоб, темя, затылок и зашеек блестящие иссиня-чёрные. Спина и предплечья аспидно-синие. Малые кроющие крыла и верхние кроющие маховых второго порядка буро-чёрные, с фиолетовым (индиго) оттенком по наружным опахалам. Верхние кроющие главных маховых и махи буро-чёрные, махи третьего порядка с фиолетовым (индиго) оттенком. Нижние кроющие крыла и маховых второго порядка грязно-белые со светло-рыжим оттенком на концах. Нижние кроющие главных махов светло буро-чёрные. Нижняя сторона махов чёрно-серая, более светлая к основанию и по внутреннему опахалу. Рули: средняя пара аспидно-синяя, как спина; вторая и третья пара чёрные, с узкой аспидно-серой конечной каймой, которая шире на наружном опахале; четвёртая пара подобна предыдущей паре, но серая кайма шире, а на концах внутреннего опахала маленькое белое пятнышко; пятая пара чёрная в основной части, с серым концом и широкой предконечной белой полосой на внутреннем опахале; шестая, самая внешняя пара подобна предыдущей, но серый цвет на конце занимает больше места и широкая белая предконечная полоса проходит через всё перо.

### Голос
Наиболее значимым отличием двух видов является территориальная песня самца. У белощёкого поползня она представляет собой размеренное повторение гнусавых звуков. У поползня Пржевальского это более быстрая и длинная череда свистов с ударением на конце, время от времени прерываемая коротким чириканьем. Согласно изданию «Handbook of the Birds of the World», вокализация также включает в себя глухое и мягкое «чип», повторяемое с неравномерными интервалами; громкий и требовательный свист «двип» или «двип..ип»; несколько гнусавое и жалобное «кью», обычно сериями по 3—5 слогов; и более чистое «пи-пи-пи-пи» на одной высоте, но постепенно замедляющееся.

## Распространение
Поползень Пржевальского распространён на относительно небольшой территории на Тибетском нагорье в центральном Китае. В Цинхае его можно встретить на склонах хребта Дабашань от Мэньюань-Хуэйского автономного уезда к югу до района Амдо, в долине Хуанхэ в пределах уезда Синхай, а также в южной части провинции в уезде Нангчен. В Ганьсу ареал не выходит за границы юго-западных уездов Сяхэ и Миньсянь. В Сычуани поползень обитает в северной, центральной и западной части провинции, в том числе в уезде Сунгчу, Национальном парке Цзючжайгоу, на склонах хребта Цюнлайшань в районе Волун и уезде Баркам. Изолированный участок ареала находится в округе Куньмин в провинции Юньнань, где птица гнездится, но в остальное время, по всей видимости, мигрирует к северу.
В Тибетском автономном районе поползень Пржевальского встречается на востоке в округе Чамдо и по отдельным сообщениям на юге в долине реки Ярлунг-Цангпо, причём во втором случае только вне сезона размножения. Информация из южного Тибета о встрече птиц с необычно светлыми грудками в нетипичных для поползня Пржевальского местах обитания позволяет предположить, что речь идёт об интрогрессии — приобретении белощёким поползнем генов поползня Пржевальского при межвидовой гибридизации.
Населяет горные хвойные леса с преобладанием ели и пихты, достигает верхней границы леса. В провинции Цинхай отмечена до 2590—2895 м, в провинции Счуань до 4270 м, на западе Тибетского автономного района до 3500—4500 м над уровнем моря. На юго-востоке Тибета птицу встречали на высоте до 2895—3050 м над уровнем моря. Редкая птица.